# 王陵 (秦国)
王陵（？—？），戰國時期秦國的將軍，在秦昭王時擔任五大夫。

## 生平
長平之戰，秦將武安君白起坑殺趙卒四十萬人，幾乎滅亡趙國，想要乘勢追擊，但秦相應侯范雎在蘇代的勸說下，成為主和派，應侯以秦兵必須休養為由，勸說秦昭王答應趙國割地求和，秦昭王許可范雎。就在趙準備割地時，趙國上卿虞卿建議毀約，並與山東六國共同抗秦，趙孝成王採納虞卿的建議。
秦昭王大怒，命白起點兵攻擊趙國，白起拒絕，說趙國國民身懷國仇家恨，人人立志抗秦，加上外交成功，這時候不能攻打趙國。昭王不聽，前259年，派五大夫王陵攻打趙國首都邯鄲（今河北省邯鄲市），是為邯鄲之戰，趙國大將廉頗、宰相平原君趙勝奮力抵抗，秦兵五校陣亡（一校大約是八千至一萬人左右），秦昭王把王陵免職，改命白起為帥，白起又推辭。秦昭王改令王齕接替王陵為主將，繼續圍攻邯鄲。
秦朝末年，楚後懷王命劉邦討伐關中之時，有「襄阳侯王陵」歸順劉邦，有可能即是此王陵。